# Brachycephalus darkside
Brachycephalus darkside é uma espécie de anfíbio da família Brachycephalidae, sendo encontrada na cidade de Ervália, em Minas Gerais. É considerada uma nova espécie pela presença de uma musculatura preta, algo que não é presente nas outras espécies de sapinho-pingo-de-ouro, como o Brachycephalus ephippium. Possui esse nome científico em homenagem ao álbum The Dark Side of the Moon da banda inglesa Pink Floyd, sendo descrita por membros da Universidade Federal de Viçosa. Normalmente permanece debaixo de camadas de folhas no solo ou enterradas em raízes, sendo mais ativa durante o dia.